# Notiophilus laticollis
Notiophilus laticollis – gatunek chrząszcza z rodziny biegaczowatych i podrodziny leszowych. Zamieszkuje Europę i zachód Azji.

## Taksonomia
Gatunek ten opisany został po raz pierwszy w 1850 roku przez Maximiliena Chaudoira na łamach „Bulletin de la Société Impériale des Naturalistes de Moscou”.

## Morfologia
Chrząszcz o ciele długości od 4,1 do 5,2 mm. Wierzch ciała jest miedzianobrązowy, słabiej lśniący niż u wyszczerka lśniącego; pokrywy są jednobarwne, pozbawione żółtawych plam wierzchołkowych.
Głowa ma sześć bruzd na czole. Człony czułków od pierwszego do czwartego są żółte, człony dalsze zaś smoliste. Głaszczki są czarne z żółtymi nasadami.
Przedplecze jest krótsze i bardziej trapezowate niż u N. germinyi. Krawędzie boczne ma lekko esowate, słabiej przed prostymi kątami tylnymi wklęśnięte niż u wspomnianego gatunku. Rzędów  pokryw jest po dziewięć; są one płytkie i drobno punktowane, a, w przeciwieństwie do wyszczerka lśniącego, siódmy za połową długości jest wciąż dość silnie zaznaczony. Rządek przytarczkowy pokryw zwykle jest pojedynczy. Drugi międzyrząd jest tak szeroki jak te od trzeciego do piątego razem wzięte. Poszczególne międzyrzędy zewnętrzne są różnych szerokości. Zewnętrzne międzyrzędy i cały wierzchołek pokryw są matowe wskutek obecności wyraźnej mikrorzeźby (szagrynowania czy siateczkowania). Zwykle w międzyrzędzie czwartym leży tylko jeden punkt szczecinkowy (chetopor dorsalny), rzadko nie ma żadnego. Wierzchołkowe punkty szczecinkowe (chetopory apikalne) na każdej pokrywie są zwykle dwa, rzadko trzy. Występują zarówno osobniki o skrzydłach tylnych w pełni wykształconych (formy długoskrzydłe), jak i osobniki nielotne o skrzydłach skróconych (formy krótkoskrzydłe). Odnóża są czarne z goleniami żółtobrązowymi do czerwonobrązowych.

## Ekologia i występowanie
Owad rozmieszczony od nizin po pogórza. Zamieszkuje tereny otwarte, w tym stepy, zbiorowiska kserotermiczne i słonawiska.
Gatunek palearktyczny o europejskim typie rozsiedlenia. W Europie znany jest z Niemiec, Austrii, Włoch, Polski, Czech, Słowacji, Węgier, Ukrainy, Mołdawii, Rumunii, Bułgarii, Chorwacji, Bośni i Hercegowiny, Serbii, Macedonii Północnej oraz południa europejskiej części Rosji. W Azji podawany jest z anatolijskiej części Turcji, Armenii i Azerbejdżanu.
Na Słowacji i Morawach spotykany jest rzadko, a w Bohemii bardzo rzadko i bardzo lokalnie. Na „Czerwonej liście gatunków zagrożonych Republiki Czeskiej” umieszczony jest jako gatunek narażony na wymarcie (VU). W Polsce podawany jest z nielicznych stanowisk w południowej części kraju, głównie z Niecki Nidziańskiej.